# Biệt hiệu
Một biệt hiệu hay bí danh là một tên gọi mà một người hoặc một nhóm sử dụng cho một mục đích cụ thể, có thể khác với tên gốc hoặc tên thật của họ.
Biệt hiệu bao gồm nghệ danh, bút danh, bí danh, mã định danh các siêu anh hùng hoặc các nhân vật phản diện, định danh của game thủ, và các tôn hiệu của các hoàng đế, giáo hoàng, và các vua. Về mặt lịch sử, chúng thường có dạng đảo chữ, Graecism, và Latin hóa, mặc dù có nhiều phương pháp khác để chọn một biệt hiệu.
Không nên nhầm lẫn biệt hiệu với tên mới thay thế các tên cũ và trở thành tên sử dụng thực sự của cá nhân. Biệt danh là những cái tên "bán thời gian", chỉ được sử dụng trong những bối cảnh nhất định - thường được sử dụng để che giấu danh tính thực sự của một cá nhân, như tên của người viết văn, họa sĩ vẽ các graffiti, tên của các nhóm du kích hoặc khủng bố, và tên nhận dạng trên mạng của các hacker. Diễn viên, nhạc sĩ và các nghệ sĩ thỉnh thoảng cũng dùng nghệ danh, có thể là để che giấu nguồn gốc xuất thân của mình.
Trong một số trường hợp, biệt hiệu đã được sử dụng vì chúng là một phần của truyền thống văn hoá hoặc tổ chức: ví dụ các tên mang tính sùng kính được các thành viên của một số tổ chức tôn giáo sử dụng và "bí danh cán bộ" dùng trong nội bộ của các lãnh đạo Đảng cộng sản như Trotsky, Lenin, Phạm Văn Đồng, Võ Nguyên Giáp.
Một biệt hiệu/bí danh cũng có thể được sử dụng vì lý do cá nhân: ví dụ: cá nhân có thể thích được gọi hoặc biết đến bằng tên khác với tên khai sinh hoặc tên pháp lý của họ, nhưng không sẵn sàng thực hiện các bước cần thiết để đổi tên một cách hợp pháp; hoặc một cá nhân chỉ đơn giản có thể cảm thấy rằng nội dung của cuộc gặp gỡ không đáng để họ cung cấp tên thật hoặc tên theo pháp lý của họ.
Tên tập thể hoặc bút danh tập thể là tên chung của hai hoặc nhiều người, ví dụ như đồng tác giả của một tác phẩm, như Ellery Queen, hoặc Nicolas Bourbaki.

## Sách tham khảo
- Peschke, Michael. 2006. International Encyclopedia of Pseudonyms. Detroit: Gale. ISBN 978-3-598-24960-0.
- Room, Adrian. 2010. Dictionary of Pseudonyms: 13,000 Assumed Names and Their Origins. 5th rev. ed. Jefferson, N.C.: McFarland & Co. ISBN 978-0-7864-4373-4.